# 鉄人28号 (2004年版アニメ)
『鉄人28号』（てつじん28ごう）は、今川泰宏監督による横山光輝の漫画作品『鉄人28号』をテレビアニメ化した4番目の作品。2004年にテレビ東京系列で放送され、翌2005年にキッズステーションやBSジャパンで放送された。鉄人28号シリーズ初のハイビジョン製作かつデジタルアニメでもある。

## 概要
本作品はメディアミックス戦略を取り、同時期にPlayStation 2によるビデオゲーム、音楽集CD、本作品のDVD化、オリジナルアニメ（モノクロ版）DVDの再パッケージ販売、フィギュア付き食玩の販売、超合金ミニチュアの販売、鉄人28号解説本、実写版映画の公開、劇場版アニメの製作が行われた。また、原作漫画の完全復刻版の発売も開始された。
2007年3月には本作の作風（一部キャラクター設定については、相違あり）をベースにした劇場アニメが公開された（詳細は『鉄人28号 白昼の残月』を参照）。

## 解説
原作の連載時期である昭和30年代を舞台に、「もはや戦後ではない」と言われた当時の日本の風物を積極的に取り入れ、ノスタルジックな雰囲気を醸し出しているのが特徴。原作のイメージを重視しているがストーリーはアニメオリジナルで、ロボット活劇よりも鉄人も含めた太平洋戦争の残した闇の遺産の数々に、戦時中の記憶を持たない少年である金田正太郎が直面するヒューマンドラマが重視されている。
オープニング映像は、アニメ第1作の雰囲気を残しながら鉄人の勇姿を描いている。昭和30年代の東京上空を鉄人が飛び、夜の銀座交差点、跳ね上げ式の勝鬨橋、隅田川土手、おばけ煙突などが登場する。
放送中の2004年4月15日に原作者の横山光輝が急逝したため、追悼文を画面上部に流した（ローカル編成の深夜アニメのため、追悼文が流れた日付や話数はネット局によって異なる）。

## シリーズ構成
26回放送分の内、前半部は2話または3話構成のオムニバス形式となっている。鉄人登場編2話、モンスター編3話、スリルサスペンス編3話、ケリー編3話、短編集3話、京都編2話となっている。短編集3話では鉄人はほとんど活躍せず、正太郎の少年探偵としての活躍を描いている。それぞれの部分は独立性を持ちながらも、後半部の伏線として、「戦争と兵器」、「人造人間」、「善悪はリモコン次第」、「超人間」、「科学者の悲劇」、「人工知能」についてを説明している。
後半部は連続したストーリーであり、まだら岩編4話、黒部編6話となっている。この部分は原作の設定がかなり変えられた部分が多い。大塚署長が更迭され、敷島博士が自殺し、鉄人の行動が制限され、少年探偵としての活動もできなくなり、金田邸も取り上げられて、暗い雰囲気が漂っている。大塚署長と敷島博士の関係も、前半では公人としての関係を保っていたが、後半は無二の親友に切り替えられている。ただし、結末に関しては本来原作者である横山がやりたかったとされるものを元にしている。
予算面から大型ロボットの格闘シーンは少なくならざるを得ず、その代わりに正太郎とその「父」である金田博士、大塚署長、敷島博士らとの親子の情愛が強く描かれている。
科学技術に溺れる科学者とその悲劇を繰り返し描いている。しかし、科学や科学者自体を否定的に描写するのではなく、時代の流れからやむをえないものとして捉えている。

## 設定の相違
原作は昭和30年代において科学の最先端を描くため、舞台は欧米風で、登場人物はドライだが、本作は21世紀において昭和30年代を描くため、日本風や昔風のものが多く、登場人物はウエットである。
正太郎
原作の正太郎は、身体は少年だが、思考パターン、言葉遣い、体力、能力は大人そのものだった。本作では、優れた能力と特別な資格を持つものの、あくまでも子供として描かれている。
敷島博士
原作では大学教授的な科学者、技術者として描かれたが、本作では敷島重工の社長であり、かなり大きな工場を持つ経営者とされた。
大塚署長
原作では正太郎の生い立ちについてはほとんど触れられていないが、本作では正太郎の出生、養育について全て大塚署長が関与したものとされた。

## ストーリー
第二次世界大戦末期、大日本帝国陸軍は決定的な兵士不足に悩まされていた。そこで考えられたのが不死身の兵士「鉄人」を作り出す鉄人計画であった。鉄人計画には当時天才科学者と謳われていた金田博士が選ばれ、南方に在る陸軍秘密研究所で鉄人達を開発していたが、計画はかなり難航していた。そんな折、金田博士の息子である正太郎が東京大空襲で死んだという報せが入った。金田博士は悲しみのあまり28番目の機体に「正太郎」と名付け、我が子の様に大切に作り上げた。そして遂に大日本帝国の劣勢をたった一機で覆すほどの性能を秘めた人型最高兵器・鉄人28号が完成する。だが、アメリカ軍が秘密研究所に空襲を仕掛け、金田博士は敷島に「この世には生まれてはならない物がある」と言い残し、鉄人と共に爆撃を受ける。敗戦後、敷島が日本に復員すると、何と金田正太郎が生きている事が判明する。
10年後、敷島重工社長として日本の再建に奔走していた敷島は政府高官に呼び出され、南方から巨大な砲弾が日本に向かって発射された事を知らされる。その頃、少年探偵として成長した正太郎はギャングの村雨一家を追っていた。村雨一家を建設中の東京タワーに追い詰める正太郎だが、運悪くそこに謎の砲弾が落下する。しばらく気絶していた正太郎だが、目を覚ますと大塚署長と敷島博士が口論しているのを発見し、2人に近付く。その直後に巨大砲弾が割れ、中から巨大なもう一人の自分「正太郎」こと鉄人28号が現れ、ここから正太郎は徐々に戦争の闇と時代に取り残された者達との戦いに巻き込まれてゆく。

## 登場人物

### レギュラー & 準レギュラー
金田正太郎
声 - くまいもとこ
本作の主人公。有名な少年探偵で、父・金田博士が残した人型兵器・鉄人28号の操縦者。最初は鉄人に嫌悪感を持ち、「化け物」と呼んでいた。鉄人の操縦器が自分の失態で強奪された時、自分の失態と鉄人を開発した父を責めていたが、周囲に「鉄人はもう1人の正太郎、使う者次第で悪にも正義にもなる」と諭される内に、徐々に嫌悪感が愛情へと変わっていく。その後は大塚署長との名コンビで、鉄人を使って様々な怪事件を解決する。
大豪邸（原作の「丸い形の洋風建築の研究所」以外に、それより広い木造の和風住居があり、小高い丘の上にあるという新設定）に一人で住み、車の運転や格闘術にも優れており、大人と対等に戦える。その一方で村雨に指摘されるまでチキンラーメンの存在を知らなかったなど、庶民的な生活知識では世間知らずな一面もある。
敷島博士
声 - 牛山茂
敷島重工の社長でもある科学者。金田博士や不乱拳博士の助手を務めたことがあり、彼らに次ぐ優秀な科学者で様々な分野に長ける。温和な性格だが、モンスターの襲撃時は拳銃を持って戦うなど、勇敢な面もある。その一方で鉄人28号の日本初到来時、自分の開発した鉄人27号が破壊される姿を見て歓喜するなど、金田博士や鉄人28号に対して狂信的な一面を見せる。真実をなかなか語ろうとせず、それ故に状況の悪化を招くことも多い。
正太郎のことは息子のように思っており、鉄人を嫌悪する正太郎に「鉄人は自分の夢、生きてきた戦争その物」と言ったり、「鉄人の本質を決めるのは正太郎自身である」と諭す。
大塚署長
声 - 稲葉実
正太郎の親代わりである警視庁署長。戦時中から金田家へ出入りし、南方へ赴任する金田博士から妻子の将来を託される。東京大空襲の際、金田夫人を安全なまだら岩まで避難させ、そこでの正太郎の出産に立ち会う。
温和な人物で、非常に前向きな性格。正太郎と共に事件を解決し、頼ることも多いが、射撃の腕前はかなりのもので、正太郎を助けたことも少なくない。少年探偵としての正太郎の便宜を図り、警視庁への出入りを自由に許可している。
原作では加代子という夫人がいるが、本作では未婚で子供もなく、正太郎を実子のように思っている。ギャングからは「正太郎に手を出そうものなら、どんな目に遭わされるか」と恐れられているため、警官としては優秀であるようだ。
後半では更迭されて署長職から退くが、自ら金田少年探偵事務所を開いて大塚所長になり、最終話で官房長官から再度署長に任命される。
村雨健次
声 - 幹本雄之
元ギャング。後に新聞記者へ転身。戦争中に得た元陸軍諜報部員の能力と情報網を活かして正太郎の危機を助ける。兵器設計図を盗んで逃走中に、それを追跡していた正太郎とともに鉄人の暴走に巻き込まれ、その際に兄の竜作が死んだことを逆恨みして、鉄人を憎んでいた。幾度なく鉄人の破壊も狙うも次第に妙な親近感を抱くようになり、正太郎が鉄人をどう使うのか見極めるためとして、陰ながら手助けしていくことになる。銃を使わずにナイフで闘うことを信条としている。
高見沢秘書
声 - 石塚理恵
大塚署長秘書。後にクロロホルム秘書となる。敷島博士や村雨健次には「おたかちゃん」と呼ばれている。母親は京都編に登場した平田屋旅館の女将。正太郎の良きお姉さん的存在だが、正太郎に食事をおごらせようとするなど大人気ない一面もある。回を重ねるとコミカルなキャラクターになった。村雨と恋仲になるが、最終回で村雨が正太郎を立ち直らせるために死んだふりをしたことが元で、村雨が正太郎の前にいられなくなったことから、恋は終わってしまう。原作には登場しない本作のオリジナルキャラクターで、姿形は原作の大塚署長夫人加代子がモデル。
官房長官
声 - 石森達幸
本作における政府の代表者。戦争中から「鉄人計画」に関係し、その具体的計画がアメリカに暴露されると自身を含む多くの関係者の責任問題になると恐れている。東京タワーを破壊した鉄人の責任問題の法律的な解決（もみけし）を行ない、鉄人を正太郎と敷島博士に託す。
金田博士
声 - 飯塚昭三
正太郎の父。鉄人に正太郎の名を冠し、開発した科学者。かつて、軍の命令により身ごもった妻を一人残し南方の島にある研究所で鉄人計画に携わる。東京大空襲で妻子が死んだと伝えられたため、鉄人28号を我が子「正太郎」として開発する。しかし、正太郎は戦火の中無事に生まれており、金田博士はそのことを知らぬまま亡くなった。ビッグファイアにバギュームを軍事利用しようとしていたと糾弾されたが、それはビッグファイアの方であり、本人はバギュームの過剰な利用には反対していた。
関刑事
声 - 関智一
大塚署長の部下。名前の由来は担当声優の関智一の苗字から。劇場版にも登場する。
ナレーション
声 - 鈴木弘子
物語の要所や次回予告はもちろん、戦後の時代背景や文化についての説明を行う。

### ゲストキャラクター
第1・2話
村雨竜作
声 - 若本規夫
村雨健次の兄。特攻くずれ。鉄人破壊に挑んだ健次（辰が鉄人の暴走によって死んだので、その仇を取ろうとしていた）を守るため、オート三輪で鉄人に突っ込んで死亡。
辰
声 - 関智一
村雨兄弟の弟分。戦災孤児。起動した鉄人に握りつぶされて死亡。

第3 - 5話
不乱拳博士
声 - 鈴木泰明
天才科学者。戦時中、「鉄人第二計画」にたずさわり人造人間を作り出す。その際、実験台として我が子義久を使う。戦争により研究所ごと破壊されたと信じていたが、偶然そのまま残っていることが判明する。科学者として父親としてその行く末を案じ、黒服の男に依頼して開発したブラックオックスを使って奪還しようとした。モンスターに自分に会ったら殺すように暗示を掛けており、望みどおりモンスターに絞殺され、自らはモンスターの頭部を拳銃で撃った。
モンスター（不義久）
声 - 鈴木琢磨
不乱拳博士によって作られた人造人間。偶然倉庫の奥で見つかった水槽の中で眠っていたが覚醒して脱走。一時期村雨健次に匿われるも、騒動の末に遂に父乱拳と再会。涙を流しながらも暗示どおりに父を殺害し、自らは射殺された。
黒服の男
声 - 関智一
某国のスパイ。入院中の不乱拳博士と接触し、ブラックオックスの設計を請け負う。
第6 - 8話
スリルサスペンス
声 - 秋元羊介
鉄人の存在を知りアメリカから来たギャングの親分。鉄人を奪って金品強奪事件を次々に引き起こす。アメリカに負けた日本はどんなことであれアメリカに従うべきであると考えている。
ロックンロール
声 - 津久井教生
ロングラン
声 - 室園丈裕
ジルバ
声 - 宮下タケル
スリルサスペンスの子分。
スペンサー大佐
声 - 福田信昭
アメリカ軍の将校。バッカス計画の責任者。日本ロボット技術の精髄である鉄人を奪おうとして、村雨健次に秘密活動を依頼するも、最後は鉄人との戦いの果てに暴走したバッカスの火炎放射を受けて死亡した。
第9 - 11話
ケリー
声 - 原康義
ドラグネット博士に作られた超人間。失敗作と呼ばれるも、争いのない世界である宇宙への旅立ちを夢見ている。詳しくは鉄人28号の登場ロボット#超人間ケリーを参照。
ジョンソン
声 - 原康義
ケリーの弟。戦争で肉親を失い、兄弟2人だけになった。事件後、正太郎達の前に現れ、兄の真実を語った。
ドラグネット博士
声 - 有本欽隆
天才科学者。宇宙開発の時に必要となる超人間を作り上げ、またそれに変わる作業用のロボット、ギルバートの作成者でもあった。牧村博士とともに宇宙開発の研究を進めていたが、暴走したケリーによって殺害された。
第12話
ブラック博士
声 - 家弓家正
赤死館で診療する医師。戦時中、南方で謎の病気にかかり顔面が醜くなっているため、いつも黒い覆面をしている。病気治療に必要な抗体を作り、感染した我が子だけでも助けようとしている。そのため、正太郎を捕らえて実験台にしようと目論んでいたが、実は子供は既に死亡し、ミイラ化していた。
佐良
声 - 関智一
ブラック博士の患者。熱に浮かされ、正太郎の車の前に飛び出してくる。この事で正太郎は赤死館の存在を知り赴くことになる。
第13話
八木勝裕
声 - 矢島正明
動物園の飼育係。戦争中、飼育できなくなった猛獣を始末したこと（元ネタは『かわいそうなぞう』）に罪悪感を抱いている。
山岸教授
声 - 麦人
謎の生命体を調べた科学者。
光る物体
宇宙から飛来した謎の生命体。戦前日本のある村に衝突した隕石に張り付いていたゲル状の生命体で、自由自在に姿を変える能力を持ち、人間に変身することも可能。変身した状態で人間や動物を待ち伏せし体中の水分を吸い取る。
戦後は自分と一緒に地下壕に閉じ込められていた飼育員の八木から、彼がどこに住みどんな人生を送っていたかという話を語り聞かされ、何時しか自分自身が八木であると思い込み、彼を殺害後は八木として生きていた。
自分の体の体積を自由に変えることが可能で、鉄人と戦った時には全長100mほどの巨象の姿となり、鉄人の左腕を締め潰すほどの力を持っていた。だが電気に異常に弱いらしく、八木の姿で鉄人に捕まり、起動時の放電で殺される。
第14話
ブラックマスク（有本影郎）
声 - 平田広明
怪盗。神出鬼没で堂々と姿を現して金品を盗み、捕らえようとしても消えてしまう（元ネタは帝銀事件と『電送人間』）。これは瞬間移動装置を悪用したものであり、鉄人にこの機械を破壊された時、南極に飛ばされてしまった。
有本博士
声 - 滝口順平
時計屋の主人。影郎の父。元は瞬間移動装置を開発した科学者。瞬間移動装置が世間に受け入れられず、瞬間移動装置を公表するか否かで影郎とも対立。実験を行った時に左手を失い、時計屋として生きる様になった。
第15・16話
梅小路綾子
声 - 一城みゆ希
敷島博士のかつての妻。京都出身。戦争中、不乱拳博士のもとで人工知能の研究に従事していた。東京大空襲を生き延び、京都へ戻ったものの流産し、連絡を取らなかったため、敷島博士は空襲で死んだと思って再婚した。今では尼となっており、失った我が子の代わりに人工知能を持つロビーを（某国の支援で）育てていた。戦後も何一つ変わらない京都そのものに怒りを覚え、育てたロビーをVL2号に載せて焼き払おうと企んでいた。
平田屋女将
声 - 鈴木弘子
高見沢の母親。学生時代から敷島と綾子を知る。
寺町刑事
声 - 仲木隆司
京都府警の刑事。
ロビー
声 - くまいもとこ
人工知能を搭載した小型ロボット。綾子の子供であるという意識を持ち、「母」を守ろうとする。綾子の指示でかつての同僚達を次々と殺害して行った。
黒服の男
声 - 関智一
某国のスパイ。綾子を支援、VL2号で京都を燃やせとけしかける。
第17 - 26話
ビッグファイア博士
声 - 中村正
外国の人間でありながら日本に帰化した悪徳科学者。鉄人のロケットの開発者。行方不明になった敷島博士の代理として敷島重工を支配し、量産型ブラックオックスを製造し、黒部ダム建設用に政府に売り込み儲けようと画策する。ファイア2世、ファイア3世の設計者でもある。鉄人の正体を暴露、「兵器は子供にふさわしくない」と正太郎から鉄人を取り上げ、封印させる。最終回では、敗戦・民主化・経済復興の影響で豊かにはなっても個人主義・享楽主義が醜く肥大して根付いた日本を激しく憎悪・憤慨し、「こんな日本（太陽爆弾の力で）なくなってしまえばいい」と叫ぶ一面も見せている。
ベラネード
声 - 内海賢二
ベラネード財団の総帥。ロボット技術を売り込んで世界中の経済を牛耳るため、日本のロボットたちを潰そうとしていた。が、鉄人と太陽爆弾に目をつけ、ビッグファイアと手を組む。本作にあたり設定がもっとも改変されたキャラクターの一つであり、原作ではただのモブ的存在だった総帥自身に細かいキャラクター設定が追加され、本人の顔は原作の「砂漠の鉄人28号」に登場したゴムラスのものになり、裏の顔はPX団の首領ともされた（しかし、自身を含めた構成員のマスクはブラック団のものである）。
クロロホルム
声 - 西村知道
フランスから来た名探偵。更迭された大塚署長の後任として警視庁を任される。査問会にも登場し、25話まで活躍するのだが、17話で既に黒服の男に射殺されており、この時、黒服の男が敷島、敷島がクロロホルムに化ける。
ニコポンスキー
声 - ？？？
白覆面の謎の怪人。オックスとともに正太郎を襲い、バギュームの秘密を奪おうとする。そして正太郎に先んじてまだら岩に乗り込むが、そこで正太郎とともにPX団に捕らえられる。
その後、某国と結託してブラックオックスを復元し、正太郎にこの件から手を引くよう強要する。その正体は敷島博士そのひとである。
敷島夫人
声 - 島本須美
敷島の妻。敷島失踪後、敷島重工の社長となるが、実権はビッグファイアに奪われている。
敷島鉄男
声 - 根谷美智子
敷島の息子。原作では正太郎と似た年齢だが、本作では5歳ぐらいである。失踪した敷島が帰ってくるものと信じていた。
南方の老人
声 - 藤本譲
南方の島の住人。戦時中、研究所の仕事に従事し、金田博士らから良くしてもらったという。失踪した敷島について調査しに大塚が島を訪れた際、ある事実を指摘する。

## 登場ロボット
鉄人28号、ブラックオックスについては該当の項目を、それ以外については鉄人28号の登場ロボットを参照。
- 鉄人28号
- 鉄人27号
- ブラックオックス
- バッカス
- ギルバート
- 超人間ケリー
- ロビー
- VL2号
- サターン
- カニロボット
- ギャロン
- ファイア二世
- ファイア三世

## 備考
- 第4回の冒頭に、音楽を担当した千住明がアニメで出演し、コンサートの指揮を行っているシーンがある。
- 本作の一部の場面には、『ジャイアントロボ THE ANIMATION -地球が静止する日』の場面を思い起こさせる箇所がいくつかある。以下はその例。
  - 村雨健次がまだら岩でPX団団員に変装するが、髪の毛が浮き出てしまっているために団員に怪しまれる。また、自分を不死身と自称するシーンもある。
  - ビッグファイア博士の「だまらっしゃい!」というセリフ（『ジャイアントロボ』ではBF団の策士・ 諸葛亮孔明のセリフ。演じているのはどちらも中村正）。
  - 中条長官がバシュタールの惨劇の惨状について語る場面に、高見沢秘書と有本博士（原作ではそれぞれ大塚加代子と牧村博士に相当）に似た人物が登場する。
  - 今作の鉄人の起動音と『ジャイアントロボ』のロボ（GR-1）の起動音が同じ。
- 敷島博士の「自殺」の状況は下山事件を元にしている。
- 京都編で敷島博士たちが乗車していたパトカーのナンバーにあった“古都町”は、『七人のナナ』の舞台となった街である（古都町はどことなく京都を思わせる街だった）。
- TV版7話に登場した林葉、木枯、森沼の3人組の名前は、『七人のナナ』のナナ応援団の3人組の名前である。このうち正太郎役のくまいもとこが演じていた森沼もとこは、京都編で正太郎がロビーを追いかけている時などに背景に描かれていた表札にも苗字のみ登場した。他に『七人のナナ』に登場するキャラクターに由来する名前は、劇場版に登場する萱野月枝が挙げられる。

## スタッフ
- 原作 - 横山光輝
- 監督・シリーズ構成 - 今川泰宏
- キャラクターデザイン - なかむらたかし
- 美術監督 - 東潤一
- 色彩設計 - 菊地和子
- 撮影監督 - 土田栄司
- 編集 - 瀬山武司
- 音楽 - 千住明
- 音響監督 - 本田保則
- プロデューサー - 田中渉、五郎丸洋介、森尻和明
- アニメーション制作 - パルムスタジオ
- 制作 - GENCO、ガンジス
- 製作 - 敷島重工

## 主題歌
オープニングテーマ「鉄人28号」
作詞・作曲 - 三木鶏郎 / 編曲 - 千住明 / 歌 - 六本木男声合唱団
- 第1作のオープニングテーマをカバーしたもの。第1作で末尾に挿入されていた「グリココーラス」は省略された。

エンディングテーマ
「進め正太郎」
作詞 - 伊藤アキラ / 作曲 - 越部信義 / 編曲 - 千住明 / 歌 - 六本木男声合唱団
「なのにあなたは京都へゆくの」
作詞 - 脇田なおみ / 作曲 - 藤田哲朗 / 編曲 - 馬飼野俊一 / 歌 - チェリッシュ
- 京都編（第十五回・第十六回）のエンディングテーマ。

挿入歌
「Space Oddity」
歌 - デヴィッド・ボウイ
- ケリー編ラストシーンで使われたが、著作権の都合上DVD収録の際に別のBGMに差し替えられた。

「私のお父さん」
作曲 - ジャコモ・プッチーニ
- 京都編で使用。

## 各話リスト
| 第一回 | 蘇る正太郎             | 今川泰宏          | 今川泰宏          | 松浦錠平          | 櫻井邦彦          |
| 南方から巨大な砲弾が東京タワー近くに飛来する。その中から「正太郎」と呼ばれる鉄人28号が現れる。 |                        |                   |                   |                   |                   |
| 第二回 | 28号対27号             | 今川泰宏          |                   | 山内東生雄        | 吉川真一          |
| 28号の暴走を止めるために、敷島は自作ロボット27号を戦わせるが、全く歯が立たない。正太郎は必死で鉄人の操縦器を停止させる。 |                        |                   |                   |                   |                   |
| 第三回 | 怪ロボット現る         | 今川泰宏          | 尾石達也 今川泰宏 | 尾石達也          | 守岡英行          |
| 建設現場で人造人間モンスターが発見される。それを奪還するためブラックオックスが警視庁を襲う。 |                        |                   |                   |                   |                   |
| 第四回 | もうひとつの鉄人計画   | 今川泰宏          |                   | 古川順康          | 石川晋吾          |
| モンスターの秘密を追う中で正太郎は鉄人計画を知り、戦争中の非人道的な兵器開発に従事した父・金田博士について悩む。 |                        |                   |                   |                   |                   |
| 第五回 | 鉄人対ブラックオックス | 今川泰宏          | 福本潔 今川泰宏   | 福本潔            | 服部憲知          |
| モンスターの秘密を知られまいと、不乱拳博士はブラックオックスを使って探索する。そしてついに2人は出会う。 |                        |                   |                   |                   |                   |
| 第六回 | 奪われた操縦機         | 山口亮太          | 安田賢司          | 山口美浩          | 田中穣            |
| スリルサスペンスと村雨健次の計画にはまり、正太郎は鉄人の操縦器を奪われ、銃弾を肩に受けてしまう。 |                        |                   |                   |                   |                   |
| 第七回 | 悪の手先鉄人暴れる     | 今川泰宏          | 奥脇雅晴          | 山内東生雄        | 櫻井邦彦          |
| 奪われた鉄人は悪の手先になる。偶然にスリルサスペンスのアジトを知った正太郎は、怪我をおして単身乗り込んで行く。 |                        |                   |                   |                   |                   |
| 第八回 | 鉄人28号奪回作戦       | 今川泰宏          | うえだひでひと    | 古川順康          | 石川晋吾          |
| アジトに乗り込んだ正太郎は村雨の裏切りで捕えられる。なんとか操縦器を取り返した正太郎は、街を破壊するバッカスを鉄人で破壊する。 |                        |                   |                   |                   |                   |
| 第九回 | 宇宙ロケット殺人事件   | 北嶋博明          | 鈴木利正          | 山口美浩          | 中澤勇一          |
| ドラグネット博士がギルバートで鉄人に挑戦しに来る。しかし、牧村博士とともに不審な人物に殺害されてしまう。 |                        |                   |                   |                   |                   |
| 第十回 | 謎の超人間ケリー       | 北嶋博明          | 横山彰利          | のがみかずお      | 吉川真一          |
| 二つの殺人事件を調査するうちに、正太郎たちは全身を機械に換装した超人間の存在を知る。しかし、超人間がどこにいるか、捜査は進まなかった。 |                        |                   |                   |                   |                   |
| 第十一回 | 超人間ケリーの最後     | 北嶋博明 今川泰宏 | うえだひでひと    | 山口美浩          | ふくだのりゆき    |
| ケリーは自分の不調を修理するため敷島博士を連れ去る。ケリーのもとを逃れた敷島博士は、ロケットを宇宙に飛ばす決断をする。 |                        |                   |                   |                   |                   |
| 第十二回 | ブラック博士の憂鬱     | 荒木憲一          | 古川順康          | 福本潔            | 服部憲知          |
| 正太郎は路上で不思議な病気にかかって倒れている男を救う。その謎を解くために山中の赤死館におもむいた正太郎は、元軍医のブラック博士に出会う。 |                        |                   |                   |                   |                   |
| 第十三回 | 光る物体               | 今川泰宏          |                   | 小林孝嗣          | 櫻井邦彦          |
| 昔、謎の物体が山中に落ち、動物園に収容された。戦時中、動物園では飼育できない猛獣を殺していた。それに耐えられない飼育係八木と謎の物体は、空襲のさなか地下倉庫の中で遭遇する。そして…                                                             |                        |                   |                   |                   |                   |
| 第十四回 | 怪盗ブラックマスク     | 面出明美          | こだま兼嗣        | 福本潔            | 服部憲知          |
| 瞬間転移装置を駆使する怪盗ブラックマスクを逮捕するため、正太郎と大塚は罠をはる。現れた怪盗にしがみつき大塚は怪盗のアジトに乗り込む。 |                        |                   |                   |                   |                   |
| 第十五回 | 不乱拳の弟子たち       | 今川泰宏          | 板垣伸            | 関田修            | 吉川真一 服部一郎 |
| 戦時中、人工知能を研究していた綾子と敷島は結婚した。南方の研究所から帰って来ない敷島を死んだと思い、綾子は東京から京都へ命からがら戻った。 |                        |                   |                   |                   |                   |
| 第十六回 | 京都燃ゆ               | 今川泰宏          | なかむらたかし    | 山内東生雄        | 石川晋吾          |
| 人工知能を持つロビーを我が子として綾子は育てていた。しかし、ロビーは母を守るために殺人を繰り返す。 |                        |                   |                   |                   |                   |
| 第十七回 | 黒龍丸事件             | 今川泰宏          | 横山彰利          | 福本潔            | 丹重谷鉄人        |
| 戦犯ビッグファイア博士が巣鴨プリズンから出所する。敷島は彼を敷島重工に迎える。その後、敷島は列車に轢かれて死ぬ（元ネタは下山事件）。 |                        |                   |                   |                   |                   |
| 第十八回 | 正太郎一人...          | 今川泰宏          | 古川順康          |                   | 吉川真一          |
| 大塚は更迭され署長職を失う。正太郎は自分の庇護者が誰もいないことに気づく。そして、金田博士の「大量殺戮兵器製造」の責任を追及される。 |                        |                   |                   |                   |                   |
| 第十九回 | ニコポンスキーとの対決 | 今川泰宏          | 三原武憲 今川泰宏 | 小林孝嗣          | 片山貴仁          |
| バギュームの秘密を奪うため、ニコポンスキーがブラックオックスとともに正太郎邸を襲う。全てを失った正太郎は村雨健次にかくまわれる。 |                        |                   |                   |                   |                   |
| 第二十回 | まだら岩の怪人         | 今川泰宏          |                   | 山内東生雄        | 櫻井邦彦          |
| バギュームを追って、正太郎と大塚はまだら岩に向かう。そこで見たものは、バギュームの採掘をしているPX団と大型ロボット・ギャロンだった。 |                        |                   |                   |                   |                   |
| 第二十一回 | PX団の陰謀             | 今川泰宏          | 横山彰利          | 福本潔            | 服部憲知          |
| 戦争中に犯した父の罪を意識して正太郎は荒れる。ロボット製造工場を襲う謎のロボットに鉄人を対抗させるが、無理な操縦がたたり負けてしまう。 |                        |                   |                   |                   |                   |
| 第二十二回 | 暴走の果てに...        | 今川泰宏          |                   | のがみかずお      | 斉藤格            |
| 黒部でロボットの性能競争が行われたが、謎のロボットが山中で全てのロボットを破壊する。それを追った鉄人は、逆に外装をはがされ内部をあらわにする。                                                                                                  |                        |                   |                   |                   |                   |
| 第二十三回 | 裁かれる鉄人           | 今川泰宏          |                   | 小林孝嗣 春霧勝己 | 横山彰利          |
| ショックで正太郎は言葉を失う。鉄人は道具か兵器かを決定する査問会が開かれる。不利な展開を挽回するため、大塚は単身で南方の島へ調査に向かう。 |                        |                   |                   |                   |                   |
| 第二十四回 | 生きていた敷島         | 今川泰宏          | 古川順康          | 小林孝嗣 春霧勝己 | 片山貴仁          |
| 自殺したはずの敷島の生存が判明する。ビッグファイア博士の陰謀を暴くため、正太郎は敷島重工へ向かう。しかし、そこで敷島は銃弾を受けて死ぬ。 |                        |                   |                   |                   |                   |
| 第二十五回 | 黒部の危機             | 今川泰宏          |                   | 山内東生雄        | 吉川真一          |
| 全ての謎が明らかにされた。その時、黒部ダムでは量産されたブラックオックスが反乱を起こす。正太郎は鉄人の自滅を覚悟して、最後の決戦へ向かう。 |                        |                   |                   |                   |                   |
| 第二十六回 | 罪と罰                 | 今川泰宏          |                   | 古川順康          | 櫻井邦彦          |
| 黒部ダムを破壊しようとする量産型オックスの一群を、暴走する鉄人は驚異のバギュームパワーで防ぐ。金田博士の罪はビッグファイアによる冤罪だと判明、ビッグファイア・ベラネードは鉄人に罰せられるかのように踏み潰される。そして正太郎にも鉄人が迫る…。 |                        |                   |                   |                   |                   |

## 放送局
| 放送地域       | 放送局             | 系列           | 放送期間                | 放送日時                       | 備考             |
| -------------- | ------------------ | -------------- | ----------------------- | ------------------------------ | ---------------- |
| 関東広域圏     | テレビ東京         | テレビ東京系列 | 2004年4月7日 - 9月29日  | 水曜 25:30 - 26:00             |                  |
| 大阪府         | テレビ大阪         | テレビ東京系列 | 2004年4月7日 - 9月29日  | 水曜 26:05 - 26:35             |                  |
| 愛知県         | テレビ愛知         | テレビ東京系列 | 2004年4月11日 - 10月3日 | 日曜 25:50 - 26:20             |                  |
| 北海道         | テレビ北海道       | テレビ東京系列 | 2004年4月13日 - 10月5日 | 火曜 26:00 - 26:30             |                  |
| 福岡県         | TVQ九州放送        | テレビ東京系列 | 2004年4月13日 - 10月5日 | 火曜 26:20 - 26:50             |                  |
| 岡山県・香川県 | テレビせとうち     | テレビ東京系列 | 2004年4月14日 - 10月6日 | 水曜 25:25 - 25:55             |                  |
| 日本全域       | キッズステーション | CS放送         | 2005年1月24日 - 2月28日 | 月曜 - 金曜 22:30 - 23:00 ほか | リピート放送あり |
| 日本全域       | BSジャパン         | BS放送         |                         |                                |                  |

## 音楽集CD
ストーリーの場面に合わせて多くのBGMが作曲されている。特に印象的なものは、鉄人の戦闘場面で流れる「蘇る無敵の兵士」、戦後復興の状況説明場面で流れる「復興と進化」などがある。他のテレビ番組のBGMとしてもしばしば利用されている。曲リストはキングレコード公式サイトにて

### 「鉄人28号 音楽集」
キングレコード KICA641（2004年5月26日発売）
作曲・編曲：千住明
1. それいけ鉄人
2. 葬りさるもの
3. 悲しい終着点
4. 復興と進化
5. あなたに微笑みを
6. ひなたぼっこ
7. 鉄人28号（夕焼け・バージョン）
8. シンフォニエッタ28番
9. 進め正太郎（サイクリング・バージョン）
10. あなたとミルクコーヒー
11. Iron Blues
12. 28th Street
13. 悲劇の行進
14. 回想の絆
15. 闇にうごめくもの
16. 慟哭と悲哀
17. 希望の光明
18. 蘇る無敵の兵士
19. 鉄人28号（TV size）
20. 進め正太郎（TV size）

### 「鉄人28号 音楽集弐」
キングレコード KICA657（2004年8月25日発売）
作曲・編曲：千住明
1. 鉄人28号（TV OA+SE）
2. ブラックオックス
3. 増殖する危機
4. 事件記者、村上
5. 鉄の兵器
6. 新元素バギューム
7. 父の遺言
8. 京都の恋
9. あなたと踊れたら
10. 今はねむりましょう
11. 鉄人の正体
12. 朝は再び
13. 正太郎、一人…
14. ブラックオックス（Tempo Up version）
15. 正太郎の決断
16. 正太郎と鉄人

## PS2版ゲーム
サンドロット開発のPlayStation 2用ゲーム。金田正太郎の視点になり操縦器によって巨大な鉄人28号を操り、敵ロボットと戦うゲーム。敵ロボットを操るのはX団、十字結社、ビッグファイア博士等。話は世界征服を狙うX団が送り込むロボットを次々に破壊していくことで進んでいく。登場人物の声はアニメ出演者と同じであり、アニメで使われたセリフがそのまま使われる場面もあるが、ストーリー自体はアニメとは異なっており、予算面の都合でアニメでは出来なかったアクション主体の王道ロボット活劇となっている。
同開発陣が手掛けた『リモートコントロールダンディ』や『ギガンティックドライブ』のノウハウが活かされた同系統の路線となっており、これらの作品とシステムやゲーム構成が似通っている。
登場するロボットは鉄人28号以外にも、ブラックオックスやモンスター、ファイア2世など様々であり、それぞれ独自の戦闘能力が設定されている。
戦闘が行われる場所は昭和30年代のビル街、港湾施設、木造住宅地、田畑である。その中を正太郎は自由に走り回ることができる。また、ビルや住宅、木々や電柱を持ち上げてロボットの武器として使うことができる。その結果、ロボットの戦闘が行われた場所は廃墟と化す。
操縦器は原作の雰囲気を残していて、右パンチ、左パンチ、歩行、飛行が自由自在にできる。ストーリーの進行につれて経験値をつみ、新しい技を習得したり、より大きなパワーを得ることができる。
鉄人には特殊な武器や光線はないが、パンチやダッシュ等が非常に効果的な技として設定されている。また、空を飛ぶことができるが、その際正太郎を手のひらの上に乗せることができる。基本的に操縦は正太郎の視点から行うため、死角となる建物や敵のロボットの陰、それらを破壊したときに出る爆風によって鉄人が見えない状態になると操縦が非常に困難になるため、正太郎は常時鉄人の近くを保持しなくてはならない。しかし、ロボットの戦闘に巻き込まれると正太郎が死ぬこともあり、非常に危険である。また、鉄人を操縦している最中は操縦者の操作ができず、ステージによっては直接正太郎を攻撃してくる敵が出てくる。そのため、時には鉄人の操縦を中断して正太郎の安全を確保することも重要となる。
ブラックオックスは、電波撹乱機能、熱戦放射の機能を持ち、非常に強いロボットになっている。
昭和30年代に子供であった世代の夢、「鉄人を操縦する正太郎になりたい」をゲームで実現した作品である。

### 登場ロボット（ゲーム）
- 鉄人28号
- 27号
- ブラックオックス
- バッカス
- ギルバート
- モンスター
- ファイア2世
- ロビーのロボット（小）
- ロビーのロボット（大）
- サターン
- ファイア3世

### 登場人物（ゲーム）
- 金田正太郎（くまいもとこ）
- 敷島博士（牛山茂）
- 大塚署長（稲葉実）
- 村雨健次（幹本雄之）
- 高見沢秘書（石塚理恵）
- 不乱拳博士（鈴木泰明）
- 十字結社司令（宇垣秀成）
- ロビー（くまいもとこ）
- 首領X（辻親八）
- ビッグファイア博士（中村正）
- ナレーション（真地勇志）

### スタッフ（ゲーム）
- 製作：バンダイ
- 開発：サンドロット
- プロデューサー：黒田志郎
- ディレクター・シナリオ：本間毅寛

## タイムスリップグリコ
2004年5月11日、第4作アニメのテレビ放送に合わせてスポンサーの江崎グリコから「タイムスリップグリコ鉄人28号編」が発売された。4種類のアクションフィギュアと5種類のジオラマがおまけとしてついた食玩だった。
1. アクションフィギュア 鉄人28号
2. アクションフィギュア ブラックオックス
3. アクションフィギュア モンスター
4. アクションフィギュア 復活の鉄人
5. 蘇る鉄人
6. 飛べ鉄人！
7. 巨人たちの闘い
8. 桜田門の決闘
9. 夜霧の摩天楼

## 鉄人28号 白昼の残月
本作品のテレビ放送終了時から、劇場映画版アニメの製作についての情報が流れていた。総集編になるという情報もあったが、最終的には諸設定を共有するが全く別の世界を描く作品となっている。詳細は『鉄人28号 白昼の残月』を参照のこと。